# Cerianthus punctatus
Cerianthus punctatus is een Cerianthariasoort uit de familie van de Cerianthidae. De wetenschappelijke naam van de soort is voor het eerst geldig gepubliceerd in 1979 door Uchida.